# Ferrovia Asciano-Monte Antico
La Ferrovia Asciano-Monte Antico, anche nota come Ferrovia della Val d'Orcia, è una linea ferroviaria italiana che collega il comune di Asciano alla località di Monte Antico, nel comune di Civitella Paganico.
La linea costituiva parte dell'originario collegamento ferroviario fra Siena e Grosseto, che si diramava dalla Ferrovia Centrale Toscana presso la stazione di Asciano e raggiungeva Grosseto sulla Ferrovia Tirrenica, confluendo nella stessa all'altezza della stazione di Montepescali. Con la costruzione della linea Siena-Buonconvento-Monte Antico, la ferrovia perse gradualmente importanza, fino ad essere chiusa nel 1994; ad oggi è interessata da servizio turistico.

## Storia
| Tratta                    | Inaugurazione  |
| ------------------------- | -------------- |
| Asciano-Torrenieri        | 11 maggio 1865 |
| Torrenieri-Monte Amiata   | 14 agosto 1871 |
| Monte Amiata-Monte Antico | 27 maggio 1872 |

La ferrovia fu progettata nel 1859 e fu il primo collegamento ferroviario tra le città di Siena, sulla Ferrovia Centrale Toscana, e Grosseto, sulla Ferrovia Tirrenica. Il progetto prevedeva di diramare la linea Siena-Sinalunga subito dopo la stazione di Asciano; la ferrovia avrebbe attraversato le valli del fiume Orcia e del torrente Asso e avrebbe servito le località montane nei dintorni del Monte Amiata, fino a confluire nella Ferrovia Tirrenica all'altezza della stazione di Montepescali.

### L'apertura
L'opera fu costruita a piccoli tratti e venne aperta per intero il 27 maggio 1872; da subito la ferrovia si rivelò un'importante via di comunicazione tra la Maremma e la Toscana centrale, tanto per la popolazione quanto per le merci. I primi anni di esercizio della linea furono caratterizzati da un intenso traffico, in quanto unica direttrice tra le città di Siena e Grosseto. Uno degli scali più attivi fu quello di Monte Amiata, che da semplice stazione ferroviaria persa in mezzo alle montagne si trasformò in un piccolo paese ricco di attività, cui faceva riferimento l'intera comunità montana per l'utilizzo del treno, che allora era l'unico mezzo di collegamento con le grandi città toscane. Nel 1927, utilizzando parte del tracciato della ferrovia mineraria Monte Antico-Murlo, costruita nel 1877 per trasportare la lignite estratta dalle miniere della zona, fu aperta una nuova linea ferroviaria che dalla stazione di Siena raggiungeva lo scalo di Monte Antico passando per Buonconvento: la nuova ferrovia conferiva alla direttrice Siena-Grosseto un percorso più breve e rapido, oltre che meno tortuoso.

### La ristrutturazione dopo la seconda guerra mondiale
La seconda guerra mondiale causò importanti danneggiamenti alla linea Asciano-Monte Antico, che fu ricostruita con celerità solo nella tratta Asciano-San Giovanni d'Asso; i restanti chilometri vennero riaperti solo nel 1952, a causa dei più estesi danneggiamenti che si erano registrati in quel tratto. Conclusa la ristrutturazione, tuttavia, iniziò a pesare la concorrenza del trasporto su gomma e la lontananza di molte stazioni dai centri abitati di riferimento, ma soprattutto la presenza della più recente ferrovia Siena-Buonconvento-Monte Antico, che faceva risparmiare diversi minuti nei collegamenti con Grosseto. Tutto ciò provocò l'apertura di un periodo di inesorabile declino per la ferrovia Asciano-Monte Antico. Tale periodo di declino fu interrotto nel 1966, quando la linea Siena-Buonconvento-Monte Antico fu danneggiata da un'alluvione e fu chiusa per ristrutturazione. La chiusura si protrasse per svariati anni sino al 1980; durante questo intervallo di tempo la linea Asciano-Monte Antico sopperì alla chiusura della linea complementare, tornando ad essere l'unico collegamento su rotaia tra Siena e Grosseto. Dopo il 1980, anche a causa di una frana che interruppe la circolazione per più di un mese, la ferrovia Asciano-Monte Antico vide progressivamente contrarsi il traffico sia di passeggeri che di merci, tanto che rischiò di essere considerata un "ramo secco", avviata cioè verso la chiusura.

### L'ammodernamento del 1987 e la successiva chiusura
Tuttavia, nel 1987 la linea fu interessata da lavori di ammodernamento che sembrarono essere il preludio ad un nuovo rilancio: vennero sostituite alcune rotaie, fu realizzata una variante di tracciato per evitare una zona instabile, venne introdotto un sistema di controllo centralizzato del traffico e furono automatizzati i passaggi a livello. Nonostante gli investimenti, la frequenza delle corse venne ridotta nei primi anni novanta: si tornò così a ipotizzare un'imminente chiusura della ferrovia. L'unico comune che protestò per la riduzione delle corse fu San Giovanni d'Asso, il quale, trovandosi lontano dalle altre vie di comunicazione principali, vedeva nel treno il mezzo più veloce per raggiungere Siena. Le proteste non ebbero però seguito e il 27 settembre 1994 il servizio sulla linea Asciano-Monte Antico cessò a causa di un'utenza insufficiente. Immediate furono le proteste della popolazione locale, che si mobilitò per impedire lo smantellamento della linea, riuscendovi, e propose di convertirla a ferrovia turistica.

### La rinascita come ferrovia turistica
Nel 1996 l'associazione Ferrovia della Val d'Orcia (FVO) prese in gestione la linea e la trasformò in ferrovia turistica, avviando il progetto Trenonatura. Per l'occasione furono recuperati materiali rotabili d'epoca, comprese alcune locomotive a vapore utilizzate fino agli anni '70 del XX secolo. Con il passare degli anni l'iniziativa riscosse un notevole successo e segnò la rinascita della linea. Nel 2000, allo scopo di contenere i costi di manutenzione, furono rimossi i deviatoi e i binari d'incrocio in tutti gli scali intermedi della ferrovia, con la sola eccezione della stazione di Monte Amiata. Nel 2007 i passeggeri trasportati dal Trenonatura sono stati circa 10.000.
Grazie alla legge sulle ferrovie storiche del 2017, fa parte del progetto "Binari senza tempo" di Fondazione FS Italiane.

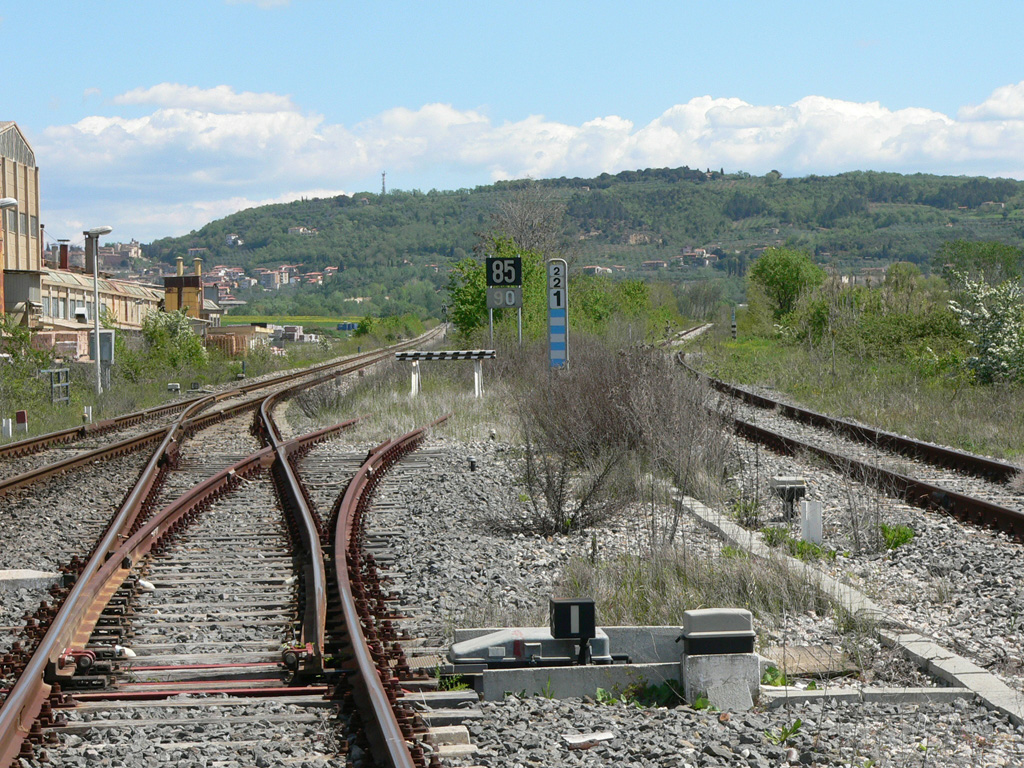
Biforcazione sulla ferrovia Siena-Chiusi presso la stazione di Asciano: a sinistra la linea per Chiusi; a destra la linea per Monte Antico
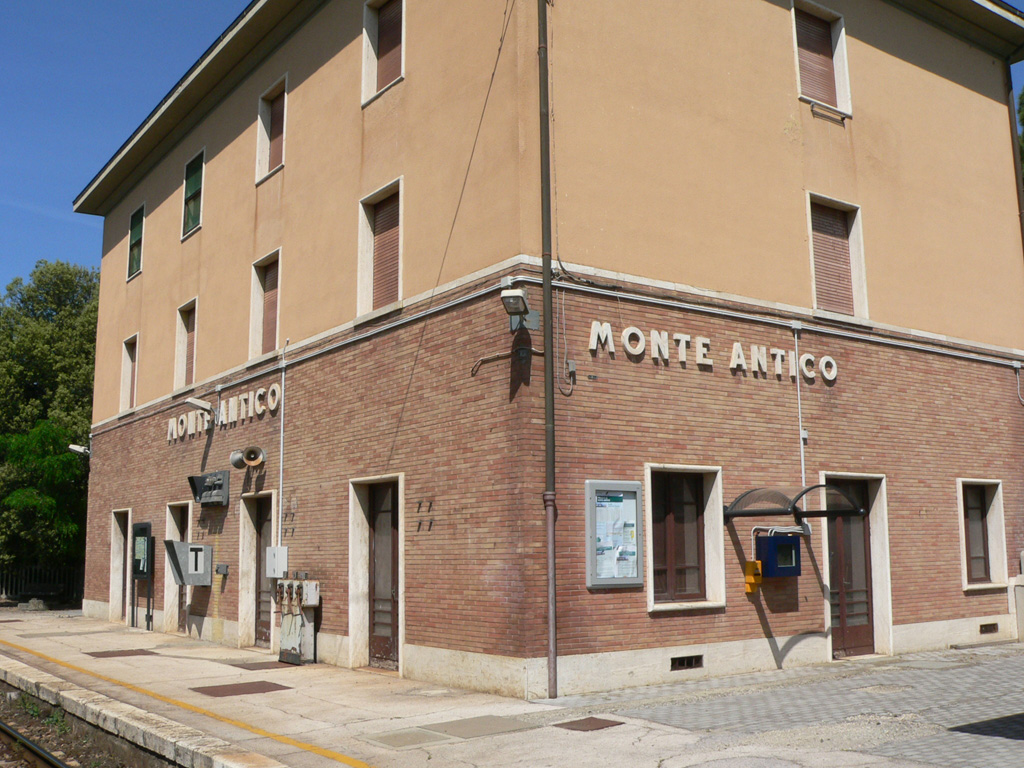
La stazione di Monte Antico
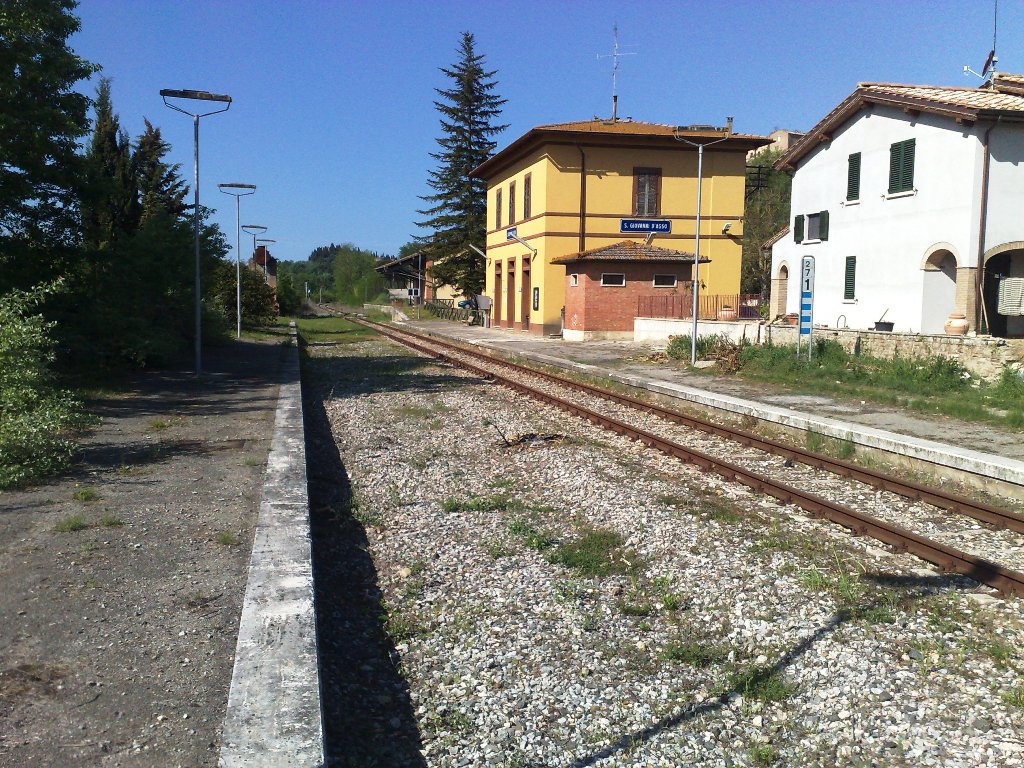
La stazione di San Giovanni d'Asso
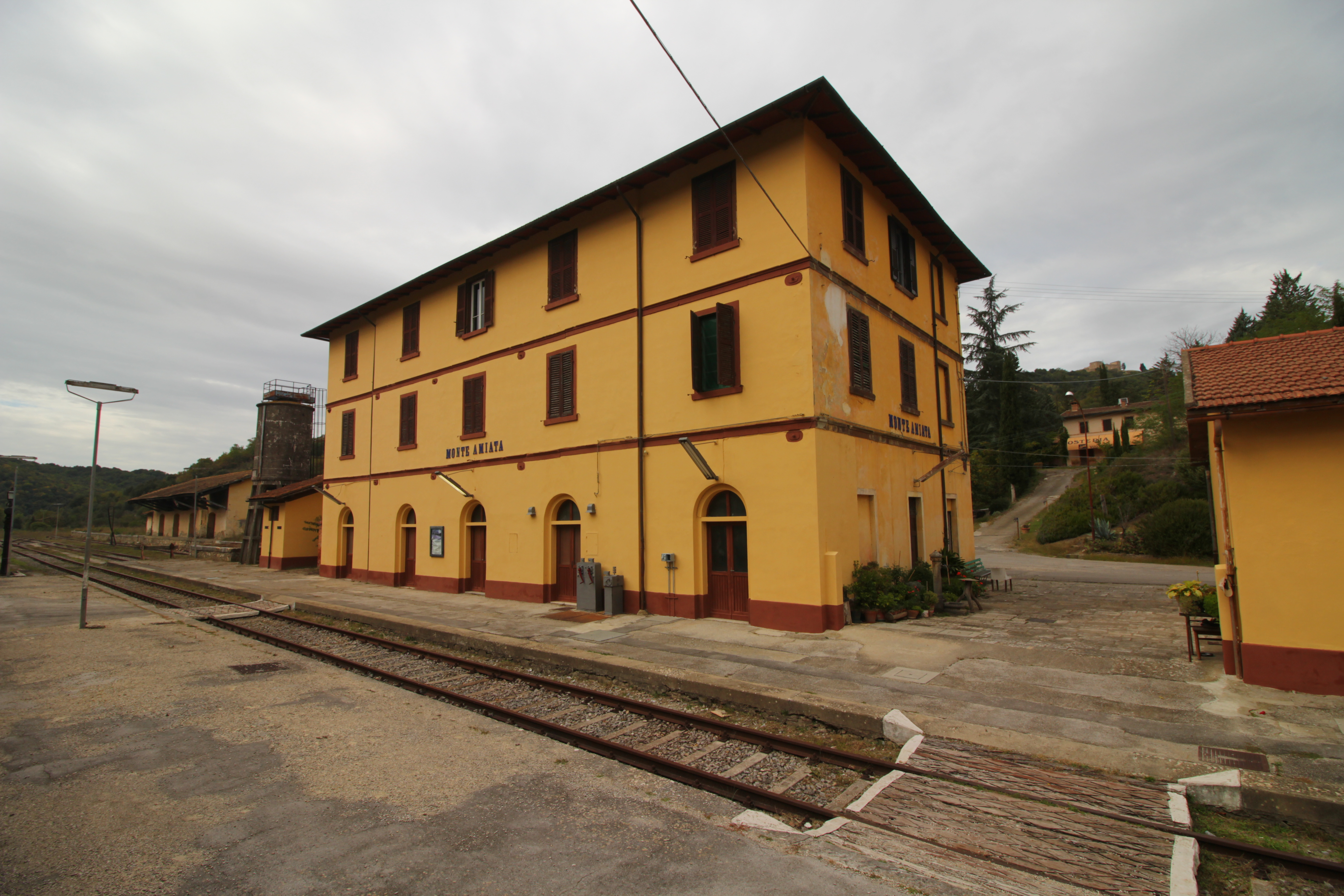
La stazione di Monte Amiata
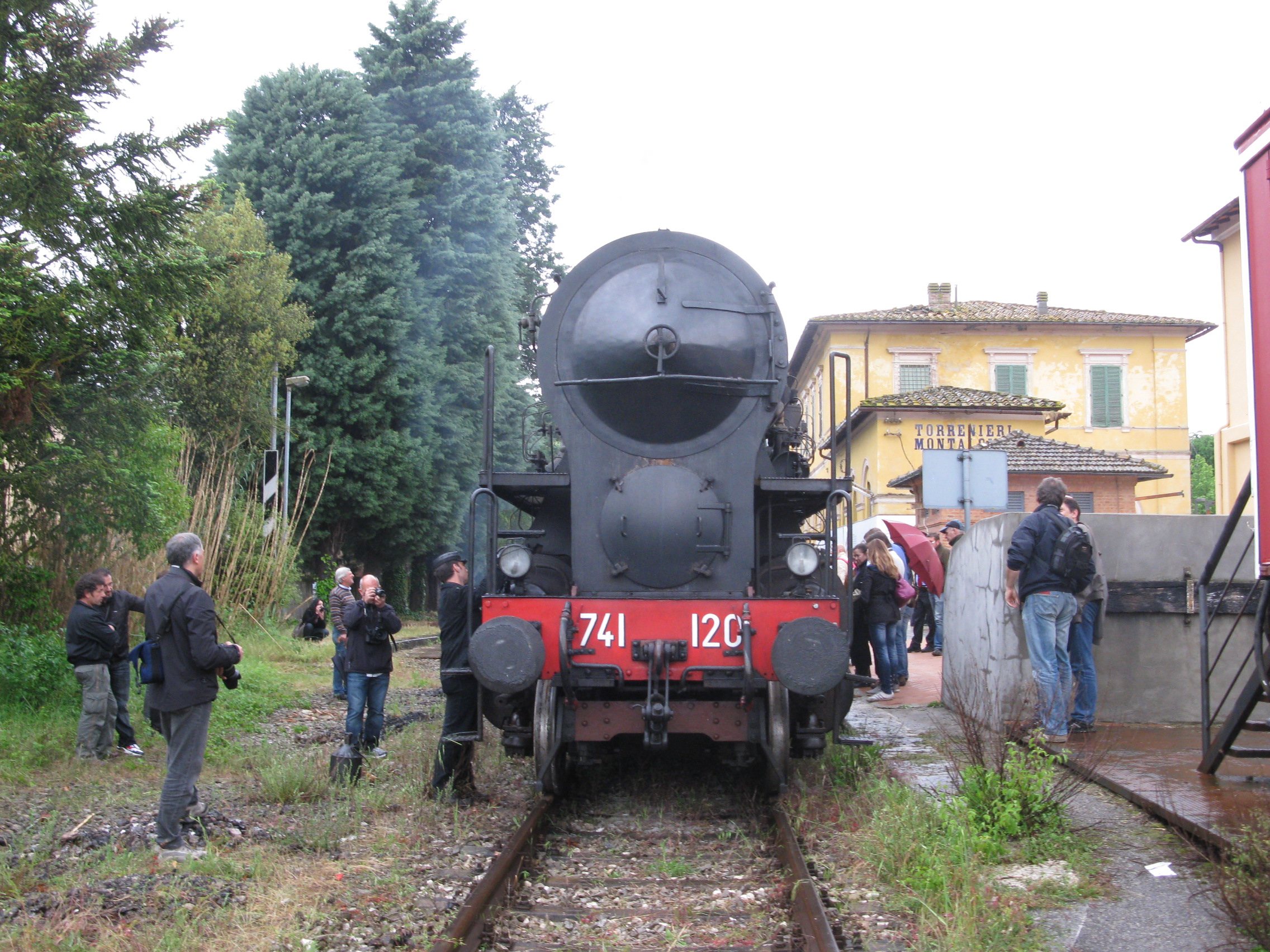
Il Trenonatura fermo alla stazione di Torrenieri-Montalcino

Nel corso del 2022, 150º anno dall'apertura della linea, si è sviluppato un dibattito politico sulla possibilità di un progetto di riconversione della tratta ferroviaria Asciano-Monte Antico in un percorso ciclabile, proposto, in forma congiunta, dai consigli comunali di Asciano, Rapolano Terme e Trequanda alla Regione Toscana. Nel frattempo, nella primavera del 2022, la Fondazione FS Italiane ha deciso di recuperare i fabbricati ferroviari della stazione di Monte Amiata, all'interno di un programma di riqualificazione e valorizzazione della linea ferroviaria in chiave turistico-culturale.

## Caratteristiche
| Continuation backward |

| Station on track |

| Unknown route-map component "d" | Unknown route-map component "ABZgl" | Unknown route-map component "dCONTfq" |

| Enter and exit short tunnel |

| Small non-passenger station on track |

| Small non-passenger station on track |

| Non-passenger station/depot on track |

| Enter and exit short tunnel |

| Unknown route-map component "exdSHI3+l" | Unknown route-map component "eSHI3gr" | Unknown route-map component "d" |

| Unknown route-map component "exdSTR" | Small bridge over water | Unknown route-map component "d" |

| Unknown route-map component "exdSTR" | Small bridge over water | Unknown route-map component "d" |

| Unknown route-map component "exdSHI3l" | Unknown route-map component "eSHI3g+r" | Unknown route-map component "d" |

| Non-passenger station/depot on track |

| Small non-passenger station on track |

| Unknown route-map component "exCONTgq" | Unknown route-map component "eABZg+r" |  |

| Unknown route-map component "eBHF" |

| Small bridge over water |

| Unknown route-map component "dCONTgq" | Unknown route-map component "ABZg+r" | Unknown route-map component "d" |

| Station on track |

| Continuation forward |

La ferrovia è lunga circa 51 chilometri ed è interamente a binario unico e priva di elettrificazione. È attrezzata con blocco elettrico conta-assi, mentre non è presente alcun sistema di protezione della marcia del treno. L'infrastruttura è gestita da Rete Ferroviaria Italiana (RFI), mentre il servizio passeggeri è espletato solo per servizi turistici, e l'esercizio è normato da apposita disposizione.
Particolarità della linea è la sua progressiva chilometrica, che ne evidenzia il tracciato originario del percorso tra la Maremma e il senese: da Grosseto viene mantenuta la progressiva della ferrovia Tirrenica fino ad Asciano, mentre alla stazione di Monte Antico inizia la progressiva del binario diretto a Siena via Buonconvento, costruito quando era percorsa la linea Asciano-Monte Antico-Grosseto.

### Percorso
Il binario della ferrovia dalla stazione di Asciano affianca quello della linea per Chiusi, per poi continuare verso le crete senesi. Da qui prosegue lungo il torrente Asso, per raggiungere il fiume Orcia fino alla stazione di Monte Amiata e terminare la corsa a Monte Antico, dove si interfaccia con la linea per Grosseto.

## Movimento
Dal 1996, grazie al supporto dei volontari dell’Associazione Ferrovia Val d’Orcia e al successivo intervento di Fondazione FS Italiane, viene utilizzata solo per i treni turistici. La tratta, con origine dalla stazione di Siena, viene percorsa da una locomotiva a vapore grazie ai servizi di Trenonatura, che organizza circa 35 viaggi all’anno. 
La linea ferroviaria dal 2021 fa inoltre parte di uno degli otto itinerari dedicati ai treni charter all'interno del progetto gestito da Fondazione FS Italiane e Ministero del turismo per sviluppare il turismo ferroviario.
Fa parte infine anche di uno degli itinerari del cosiddetto “Nuovo Orient Express”, un treno privato di lusso che prende il nome dall'Orient-Express, all'interno della tratta “Borghi della Val d’Orcia e la Maremma Toscana”, con partenza da Roma e passaggi a Orvieto e Chiusi prima di percorrere la linea ferroviaria storica tra Asciano e Monte Antico con sosta nella stazione di Torrenieri-Montalcino.

## Filmografia
Su questa linea nel 2023 è stato girato il film L'ultima volta che siamo stati bambini.